# Gustaf Frödings jordafärd
Gustaf Frödings jordafärd (vertaling: "Gustaf Frödings begrafenis") is een compositie van Hugo Alfvén.
De schrijver Gustav Fröding overleed op 8 februari 1911 en Zweden was in shock. De schrijver Verner von Heidenstam zond daarop een tekst naar Hugo Alfvén, die het in korte tijd en eigenlijk tegen zijn zin voorzag van melodie. Alfvén voelde zich net zo leeg als de andere Zweedse kunstenaars. Alfvén was op 7 oktober 1910 dirigent geworden van het mannenkoor Orphei Drängar, met welk koor hij op 12 februari 1911 zijn debuut zou houden en kon meteen zijn begrafenismuziek uitvoeren.
De tekst gaat over het uitbundige leven dat Fröding had, om dan te zien dat de man langzaam de dood indrijft.

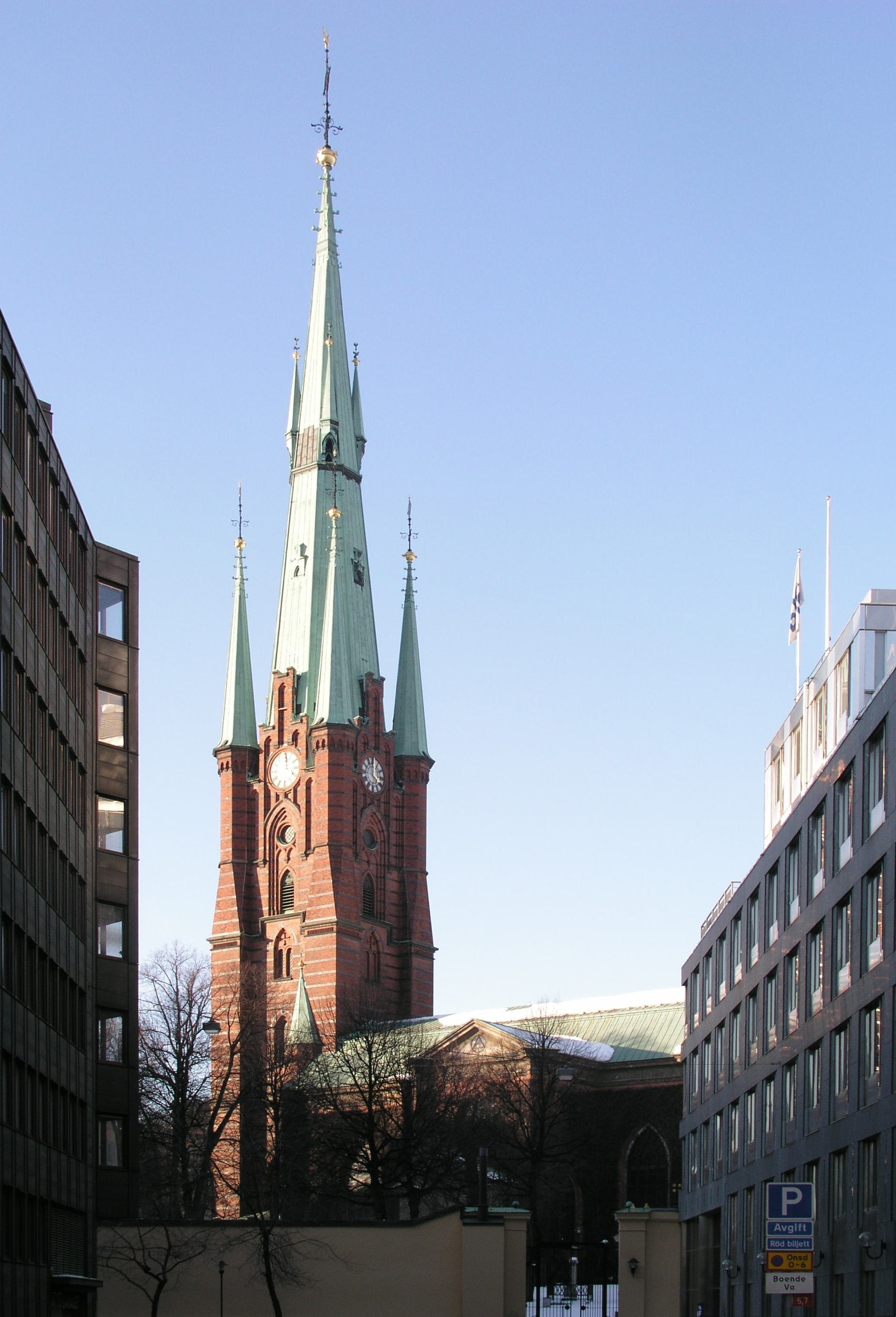
De Klara Kyrka in Stockholm, de plaats van de eerste uitvoering

## Discografie
- Uitgave BIS Records: Orphei Drängar o.l.v. Robert Sund